# سيدريك مابواتي
سيدريك مابواتي جيرارد (بالفرنسية: Cedric Mabwati)‏ (مواليد 8 مارس 1992)، يشتهر بـسيدريك، هو لاعب كرة قدم كونغولي ديمقراطي يلعب حاليًا لصالح نادي أوساسونا على سبيل الإعارة من نادي كولومبوس كرو.

## المسيرة الدولية
في عمر 17 عامًا فقط، ظهر سيدريك مع منتخب الكونغو الديمقراطية تحت 20 عامًا. وشارك للمرة الأولى مع المنتخب الأول يوم 6 سبتمبر 2014 في المباراة التي خسرتها الكونغو الديمقراطية أمام الكاميرون بنتيجة 0–2 ضمن تصفيات كأس الأمم الأفريقية 2015.

## روابط خارجية
- صفحة اللاعب على BDFutbol
- صفحة اللاعب على Futbolme (بالإسبانية)
- سيدريك مابواتي على موقع الدوري الأمريكي (الإنجليزية)
- سيدريك مابواتي على موقع قاعدة بيانات كرة القدم.إي يو (الإنجليزية)
- سيدريك مابواتي على موقع ناشيونال فوتبول تيمز (الإنجليزية)
- سيدريك مابواتي على موقع Soccerway.com (الإنجليزية)
- سيدريك مابواتي على موقع عالم كرة القدم.نت (الإنجليزية)
- سيدريك مابواتي على موقع كووورة
- سيدريك مابواتي على موقع AS.com (الإسبانية)
- صفحة اللاعب على سوكرواي